# Megalomyrmex symmetochus
Megalomyrmex symmetochus é uma espécie de insecto da família Formicidae.
É endémica do Panamá.